# Gianluca Pianegonda
Gianluca Pianegonda (Thiene, Vèneto, 23 de setembre de 1968) és un ciclista italìà, ja retirat, que fou professional entre 1995 i 1999. En el seu palmarès destaca la Fletxa Brabançona de 1997 i una etapa de la Volta a Espanya de 1995, que li serví per portar el mallot de líder durant una etapa.

## Palmarès
- 1986
  - 1r al Giro de Basilicata
- 1994
  - 1r al Gran Premi Palio del Recioto
  - 1r al Trofeu Gianfranco Bianchin
  - Vencedor d'una etapa de la Volta a la Baixa Saxònia
- 1995
  - Vencedor d'una etapa del Regio-Tour
  - Vencedor d'una etapa de la Volta a Espanya
- 1997
  - 1r a la Fletxa Brabançona

### Resultats a la Volta a Espanya
- 1995. Abandona (9a etapa). Vencedor d'una etapa.  Porta el mallot or durant 1 etapa

### Resultats al Giro d'Itàlia
- 1996. Abandona (13 etapa)
- 1997. 101è de la classificació general